# Machinima
Machinima, termo criado pela junção das palavras inglesas machine (máquina), animation (animação) e cinema, é tanto uma técnica de produção fílmica quanto o filme criado com essa técnica.
Como uma técnica de produção fílmica, o termo diz respeito à apropriação dos jogos digitais para criação de filmes. Esses filmes são predominantemente produzidos com computadores pessoais, em oposição às grandes produções cinematográficas que usam softwares em 3D profissionais.
Como gênero fílmico, o termo refere a filmes criados utilizando esses jogos e ambientes virtuais interativos em tempo real. Usualmente, machinimas são produzidos usando ferramentas e recursos disponíveis em um jogo.

## História
O primeiro filme reconhecido como machinima foi feito no jogo Quake. Lançado em 1996 pelo clã The Rangers, Diary of a Camper é um curta-metragem com cerca de 1 minuto. Na época, o termo machinima ainda não existia e os filmes feitos em Quake eram chamados apenas de "filmes de Quake" (Quake Movies).
No início da década de 2000, o uso de games para criar filmes até era absorvido pela grande indústria, com Steven Spielberg usando Unreal Tournament para pre-visualizar os efeitos de A.I. Artificial Intelligence (2001), e a Blizzard Entertainment ajudando os produtores de South Park a recriar o mundo de World of Warcraft no episódio "Make Love, Not Warcraft" (2004). Uma empresa que se destacou no ramo de machinima foi a americana Rooster Teeth, que após criar Red vs. Blue em 2004 a partir de Halo: Combat Evolved, ganhou a bênção da produtora Bungie para usar os componentes do jogo sem pagar por isso, e fez parcerias com a distribuidora Microsoft, com episódios especiais vendidos na Xbox Live e vídeos para promover sequências de Halo. A Rooster Teeth foi até patrocinada pela Electronic Arts para criar uma série baseada em The Sims 2, The Strangerhood.

## Machinimas sociais
Há machinimas que se destacam, como The French Democracy, de Koulamata. Este filme conta uma história relacionada aos distúrbios que ocorreram nos subúrbios franceses no final de 2005.

## Ferramentas
Machinimas podem ser criados a partir de quaisquer jogos ou ambientes virtuais interativos em tempo real que permitam gravar a ação do jogo. Há também jogos cuja finalidade é a criação de machinimas, como The Movies, da Lionhead Studios. No Brasil é muito comum criar séries com os jogos da série The Sims, como visto no site Central Sims. GTA 5 para PC e oitava geração de consoles possui o modo Editor Rockstar para a criação de filmes, juntamente com o Modo Diretor, em que é possível realizar gravações e uma série de edições dentro do próprio jogo, podendo em seguida renderizar e exportar em filme para edição ainda mais aprofundada em softwares profissionais de edição em computadores ou subir diretamente para plataformas de compartilhamento de vídeos e redes sociais.

## No Brasil
A comunidade de machinimas no Brasil começou em 2006 com séries feitas com jogo Super Mario 64. Com o passar do tempo, outras séries com jogos diferentes foram aparecendo. As mais famosas são Super Metal Mario (2007) e It's Me Blooper (2008), ambas usando o jogo Super Mario 64. Há também um grande número de web-séries e clipes feitos nos jogos da série The Sims, como pode ser visto no site Sims In Motion.
Algumas iniciativas por parte de instituições culturais, tais como Itaú Cultural, Cinusp Paulo Emílio e FILE – Festival Internacional de Linguagem Eletrônica, têm disseminado machinimas no país através de exposições e mostras. O FILE apresenta curadorias anuais nesta área desde 2010, onde é possível conferir diversos filmes artísticos e experimentais feitos por artistas de diversos países.
Em 2010 o artista e cineasta Gabriel Mascaro realizou possivelmente um dos primeiros documentários no Second Life, como afirma o pesquisador de arte, vídeo e tecnologia Arlindo Machado (Doutor em Comunicação e Semiótica. Professor no Programa de Pós-Graduação em Comunicação e Semiótica da PUC/SP).
O próprio Gabriel Mascaro é um personagem avatar que faz um metafilme em machinima sobre outro artista, Paulo Bruscky, um dos representante Brasileiros do movimento Fluxus, dos anos 60. O nome da obra se chama As Aventuras de Paulo Bruscky. O trabalho foi um dos vencedores do Festival VideoBrasil.